# Vexillation

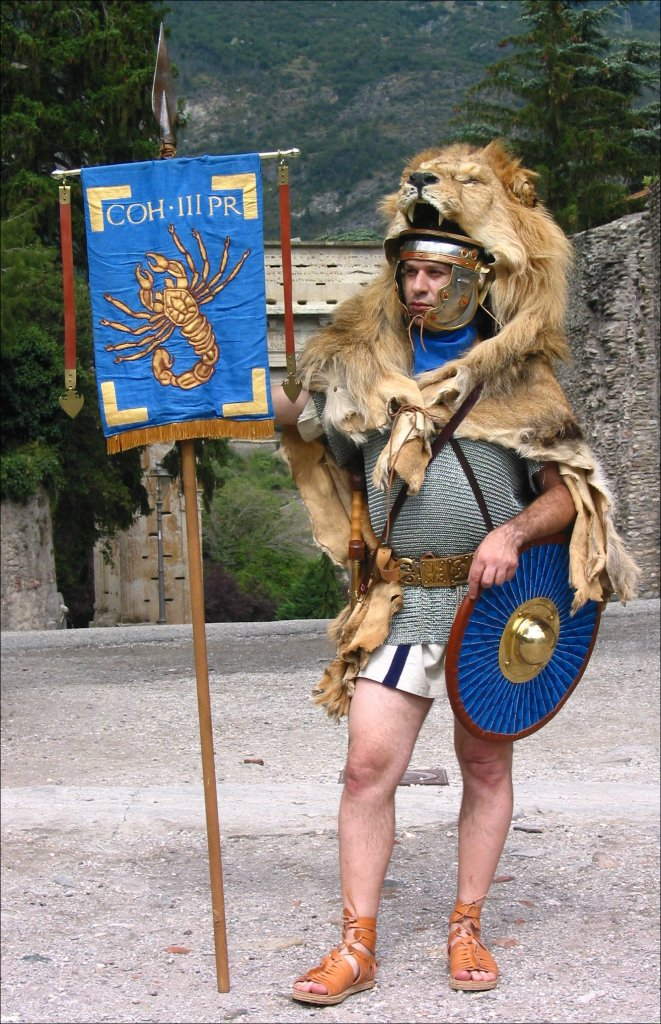
Ein Reenactor als römischer signifer des 1. Jahrhunderts mit seinem Vexillum, das den Skorpion, das Wappentier der Prätorianischen Garde, darstellt.
Photo: Associazione Culturale Cisalpina – Cohors III Praetoria.

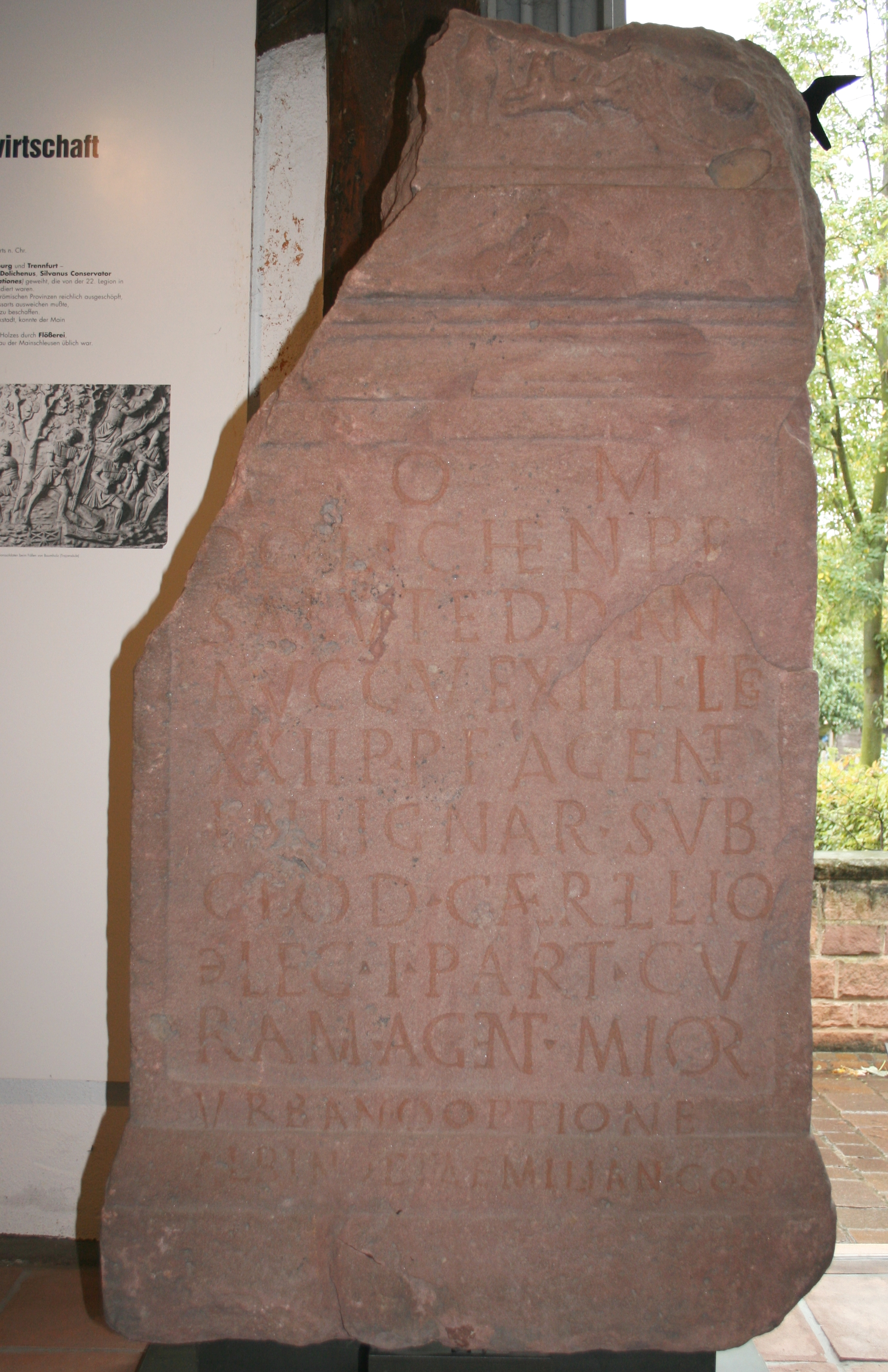
Inschrift eines Holzfällerkommandos der Legio XXII aus Trennfurt im Römermuseum Obernburg.

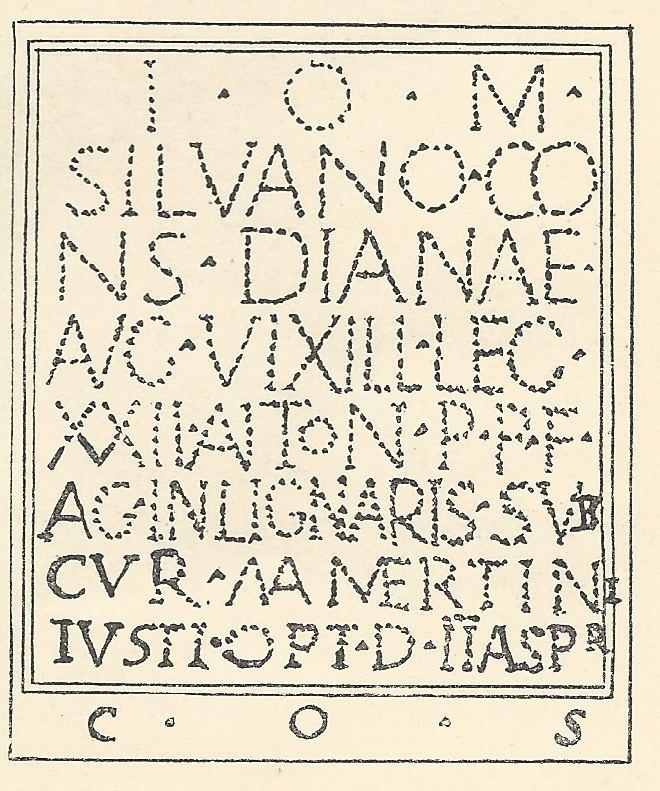
Abzeichnung einer anderen Inschrift aus Trennfurt

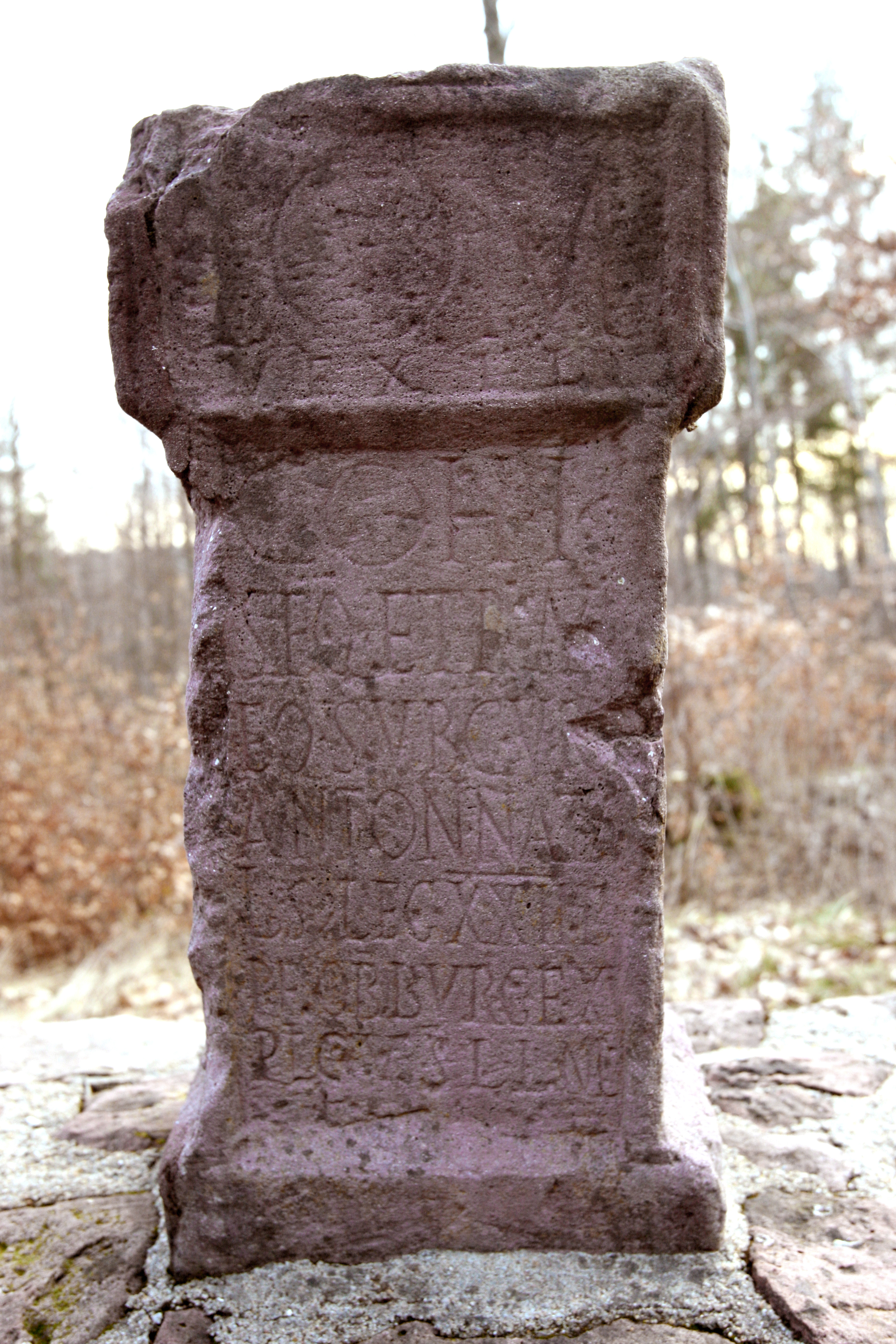
Altar für Jupiter Optimus Maximus, gestiftet von einer vexillatio der Kohorte der Sequani und Raurici, wahrscheinlich eine Truppe der XXII Legion Primigenia

Eine Vexillation (lateinisch vexillatio) war eine Abteilung des römischen Heeres. Der Name leitet sich vom lateinischen Begriff vexillum („Fahne“, „Standarte“ oder „Feldzeichen“) ab, vergleichbar mit jenen, die heute noch bei kirchlichen Umzügen verwendet werden.

## Definition
Vexillationen wurden seit dem 1. Jahrhundert v. Chr. aus Soldaten einer oder mehrerer Legionen oder auch aus Auxiliareinheiten für einen bestimmten Zweck und auf unbestimmte Zeit aufgestellt. Der Begriff vexillatio ist dabei sehr flexibel und geht inhaltlich wohl nicht über die Bedeutung „Abordnung“ hinaus; so ist aus Obernburg etwa eine Altarinschrift bekannt, in der Soldaten der Legio XXII Primigenia, die zum Holzfällen ausgeschickt wurden, als vexillatio bezeichnet werden. Erst am Ende der frühen Kaiserzeit scheinen die Vexillationen auch als Verstärkungen oder Eingreiftruppe abkommandiert worden zu sein.

## Entwicklung
In Friedenszeiten kam es oft vor, dass ständig ein größerer Teil einer Einheit abwesend war, um diversen Arbeiten nachzugehen, wie gut erhaltene Papyrus-Dokumente aus einem ägyptischen Lager und die Holztafeln aus Vindolanda bestätigen. Römische Militäreinheiten erledigten auch viele im heutigen Sinne „zivile“ Aufgaben wie z. B. den Straßenbau.
Unter Kaiser Mark Aurel rückten die Legionen im Kriegsfall vereinzelt noch mit voller Mannschaftsstärke aus, ab Mitte des 3. Jahrhunderts n. Chr. kam es nur noch sehr selten vor, dass eine vollständige Legion ihr Lager verließ, um an Kämpfen teilzunehmen. Schon während der Markomannenkriege (168–180 n. Chr.) wurden viele Legionen nicht mehr komplett eingesetzt, wohl aber von ihnen abkommandierte Vexillationen. Die Legionen wurden zunehmend zu einer Art ortsgebundener Personalreserve, die nur mehr einzelne Abteilungen ausschickte, um diverse Felddienste, Garnisonsangelegenheiten, die Grenzverteidigung oder Polizeiaufgaben in den Provinzen wahrzunehmen.
Die traditionelle Zweiteilung des Heeres in Legionen und Auxilien war mit der Verleihung des Bürgerrechts an fast alle Reichsbewohner durch Kaiser Caracalla im Jahr 212 bedeutungslos geworden. Stattdessen war nun neben den an den Grenzen aufgereihten Truppen eine schlagkräftige Eingreifreserve zu schaffen. Die taktische Situation, der das Römische Reich aber im späten 2. und Anfang des 3. Jahrhunderts n. Chr. gegenüberstand, erforderte den Einsatz von Vexillationen, da es wesentlich leichter war, Operationen mit kleineren und schnelleren Einheiten durchzuführen als mit ganzen Legionen. Man benötigte dafür ein flexibles Marsch- oder Feldheer, mit dem man ins Reich eingedrungene Gegner trotzdem wirksam bekämpfen und sie gegebenenfalls bis tief ins Feindesland verfolgen konnte, ohne dabei den Limes abschnittsweise völlig von Truppen entblößen zu müssen. Auch für die Organisation von Nachschub und Quartieren für die Soldaten brachte diese Vorgehensweise erhebliche Vorteile.
Ab etwa 220 n. Chr. wurden die ersten, ursprünglich nur temporär abkommandierte Vexillationen in ihren neuen Standort auf Dauer stationiert. Unter Kaiser Gallienus wurde das erste größere mobile Feldheer etabliert und von seinen Nachfolgern Diokletian und Konstantin ausgebaut beziehungsweise weitere solcher Feldheere aufgestellt. Die alten Legionen mit ihren großen Truppenstärken schrumpften, wurden in mehrere Einheiten zersplittert und änderten dabei teilweise auch ihre Namen. Einzelne ihrer Vexillationen wurden nun in den Truppenlisten oft als eigenständige Legionen geführt. Überall dort, wo Vexillationen fest stationiert blieben, wohin sie abkommandiert wurden, bilden sich im Zuge der spätantiken Militärreformen neue comitatensische Legionen, was wiederum einen Hinweis auf die Größe der betreffenden Abordnungen gibt. Die alten Legionen verschwanden aber nicht zur Gänze. Sie wurden stattdessen komplett neu strukturiert, da die Ausfälle, entstanden durch Verluste oder Entlassungen, nicht mehr ausreichend ersetzt werden konnten. Durch die zahlreichen Frankeneinfälle und die Auseinandersetzungen mit dem Sassanidenreich wurden die geringeren Mannschaftsstärken wohl rasch erreicht. Aus den literarischen Quellen verschwundene Legionen sind vermutlich vernichtet, zusammengelegt oder aufgelöst worden, wobei Letzteres aufgrund des bestehenden ständigen Bedarfes an Truppen wohl sehr unwahrscheinlich ist.
Ab welchem Zeitpunkt genau diese Entwicklung einsetzte, ist nicht belegt. Der spätantike Kriegstheoretiker Vegetius schreibt, dass es unter Diokletian noch Legionen in der Stärke von 6000 Mann gab. Die Forschung geht jedoch davon aus, dass spätestens ab dem 4. Jahrhundert eine Legion in einer Feldarmee nur mehr 1000 bis 1200 Mann umfasste. Fakt ist, dass zwischen dem 3. und 6. Jahrhundert n. Chr. die klassischen Legionen immer mehr ausgedünnt und durch Einheiten mit unterschiedlichsten Waffen, Nationalitäten, dominiert durch die Kavallerie und unterstützt von speziell ausgebildeten Speerwerfern, den Lanciarii, ersetzt wurden.

## Truppenstärke
Bemannt mit einer der Bedrohung angemessenen Zahl von Soldaten, konnten Vexillationen auch mit größeren Armeen fertigwerden, kleinere feindliche Kampfgruppen konnten mit ihnen noch effektiver bekämpft werden. Vexillationen wurden oft auch zur vorübergehenden Verstärkung von Garnisonen eingesetzt, die wichtige Straßenknotenpunkte, Flussübergänge oder Gebirgspässe sicherten und waren damit eine sinnvolle Weiterentwicklung der Praktiken der etablierten klassischen Legionen. Die Legion war nun in erster Linie eine administrative Organisation, für die neuen Aufgaben der Armee war sie zu groß und unflexibel. Ihre Kohorten und Centurien waren auch immer schon die eigentlichen taktischen Truppenkörper gewesen.
Vexillationen waren standardmäßig aus ein bis zwei Kohorten zusammengesetzt. Dadurch behielten sie ihre centuriale Organisation bei und kämpften auch als solche im Feld. Ihnen angeschlossen war auch ein eigener administrativer und logistischer Stab. Manche Detachements waren
- 500 Mann (eine Kohorte = quinquenaria) oder

- 1.000 Mann (zwei Kohorten = milliaria) stark.

Ab dem 4. Jahrhundert n. Chr. versteht man unter einer Vexillation auch Kavallerieabteilungen einer Legion. Kavallerievexillationen dürften eine Sollstärke von rund 600 Reitern gehabt haben.

## Offiziere
Kleinere Vexillationen wurden von Centurionen, größere in Armeestärke von Offizieren aus dem Senatsstand (Legatus legionis) befehligt. Seit Septimius Severus trugen solche Offiziere den Titel praepositus oder dux. Am kaiserlichen Hof rangierte der praepositus als vir perfectissimus. Im 3. und 4. Jahrhundert änderte sich auch die traditionelle Rangstruktur der Armee. Die Kommandeure trugen Titel, die anscheinend nicht immer einem festen Muster entsprachen. Der Rang eines Präpositus bezeichnete ursprünglich einen Offizier, der nur vorübergehend das Kommando über eine andere Einheit hatte, nun wurde er zu einer dauerhaften Einrichtung. Auch viele Präfekten und Tribunen begegnen uns in den Quellen, häufig nur mehr als Kommandeure einer Einheit in Kohortenstärke, doch alle drei Titel umfassten einen weiten Bereich von Aufgaben und Befugnissen. Einige Präfekten und Tribunen wurden in der Spätantike ebenfalls als Präpositi bezeichnet.

## Einsatzdauer
Im frühen 3. Jahrhundert war es üblich, dass der Garnisonsdienst für eine Vexillation in einem Außenposten durchschnittlich drei Jahre dauerte, der Dienst im Feld konnte jedoch viel länger sein. Manche der Einheiten, die beispielsweise am parthischen Krieg (216–218 n. Chr.) teilnahmen, marschierten im Jahr 214 in den Osten und kehrten erst zwischen 219 und 222 n. Chr. wieder nach Hause zurück.
In den Bürgerkriegen des späten 3. Jahrhunderts waren einzelne Vexillationen so lange im Einsatz, dass sie praktisch unabhängig wurden und sich als eine Art Legion im Kleinen organisierten. Die Ziffern und Bezeichnungen ihrer Stammlegionen wurden dafür einfach beibehalten. Als gutes Beispiel hierfür dient die Legio III Italica; im 4. Jahrhundert war sie in der Provinz Raetia in nicht weniger als fünf Grenzschutzeinheiten zersplittert, eine sechste diente als Elitetruppe in der illyrischen Feldarmee.